# Корнуэльская (порода кур)
Корнуэльская, или корниш (англ. Cornish) — самая распространённая порода мясного направления в куроводстве. Сложилась в Англии путём скрещивания местных бойцовых корнуолльских (корнуэльскиx) кур, а также кур, завезённых из Азии (малайские бойцовые, индийские бойцовые и азиль). Основная окраска оперения в условиях современного промышленного разведения белая, хотя имеются и другие разновидности: тёмная, палевая, красная с окаймлением, серо-голубая и прочие. Кроме это, существуют и миниатюрные корниши. Следует подчеркнуть то что в настоящее время чистопородные куры корниш как таковые уже не выращиваются в промышленных масштабах, а скорее используются как биологический материал отцовской родительской формы для получения межпородных гибридов (кроссов) – мясных бройлеров.

## История
История создания корнуэльской породы началась в 1840-х годах, когда под давлением законодателей и общественности, интерес к бойцовым породам кур начал угасать по причине жестокого обращения с животными. Параллельно в Великобритании и мире начал расти спрос на поставки куриного мяса в промышленных масштабах. Мясные породы кур, традиционно отличавшиеся большой живой массой тела, стали материалом для начала селекции мясных пород в промышленном масштабе.
Селекционная работа по созданию породы была долгой и кропотливой, заняв почти столетие. Хотя корнуэльские куры отличались хорошими вкусовыми качествами мяса и имели развитую мускулатуру, до середины XX в. их отличали неудовлетворительные показатели яйценоскости: мелкояичность, низкая выводимость, медленная оперяемость, поздняя половозрелость (30–32-я неделя). Всё это делало породу нерентабельной долгие годы.
В СССР несколько партий кур породы белый корниш впервые попали из США, Канады, Японии, Голландии в 1959—1973 годах. Внутри СССР из 54 000 породных корнуэльских кур-несушек, зарегистрированных по данным переписи на 1.1.1990 года, 39 800 находились в Белоруссии; 10 000 голов в Казахстане и 4 200 в России.

## Продуктивность
Яйценоскость современных белых корнуэльских кур составляет примерно 80—140 яиц в год. Средний вес яйца 55 грамм, окраска скорлупы кремовая. Куры довольно хорошо сохраняют инстинкт насиживания. Живая масса петухов достигает 3,5—4,5 кг, кур 3,0—3,5 кг. При не очень высокой оплодотворяемости яиц и выводимости цыплят (80 %), молодняк породы отличается выносливостью, быстро растёт и к 7—8 недельному возрасту имеют живую массу в пределах от 1,5 (курочки) до 2,0 (петушки) кг.